# Takahashi Yōichi
Takahashi Yōichi (高橋 陽一 (Cao Kiều Dương Nhất) sinh ngày 28 tháng 7 năm 1960) là một họa sĩ truyện tranh Nhật Bản. Một trong những tác phẩm nổi tiếng của ông là Captian Tsubasa. Takahashi từng xuất bản nhiều sách nghệ thuật, manga, tiểu thuyết và sách hướng dẫn liên quan đến bộ manga Giấc mơ sân cỏ. Ông cũng khá nổi tiếng với sêri bóng đá Hungry Heart: Wild Striker.

## Manga
- 100 M. Jumper
- Ace! (1990–1991, trong Weekly Shōnen Jump)
- Captian Tsubasa (1981–1988, trong Weekly Shōnen Jump)
- Captain Tsubasa: All Star Game (một-shot)
- Captain Tsubasa: FCRB (một-shot)
- Captain Tsubasa: Final Countdown (một-shot)
- Captain Tsubasa: GOLDEN–23 (2005- nay, Weekly Young Jump)
- Captain Tsubasa: Golden Dream (một-shot)
- Captain Tsubasa: I am Taro Misaki (một-shot)
- Captain Tsubasa: Japan Dream 2006 (một-shot)
- Captain Tsubasa: Millennium Dream (một-shot)
- Captain Tsubasa: ROAD TO 2002 (2001–2004, trong Weekly Young Jump)
- Captain Tsubasa: ROAD TO 2002 - GO FOR 2006 (5 chương, trong Weekly Young Jump)
- Captain Tsubasa: Saikyo no teki: Holland Youth (một-shot)
- Captain Tsubasa: Tanpenshuu DREAM FIELD (một-shot)
- Captain Tsubasa: World Youth Saga (1994–1997, in Weekly Shōnen Jump)
- Chibi (1992–1993, in Weekly Shōnen Jump)
- Hungry Heart: Wild Striker (2002–2004, in Weekly Shōnen Champion)
- Sho no Densetsu

## Sách hướng dẫn
- Captain Tsubasa: 3109 Nichi Zenkiroku

## Tiểu thuyết
- Goalkeeper